# Kotmanová
Kotmanová je obec v okrese Lučenec v Banskobystrickém kraji na Slovensku. Leží v údolí v jihozápadní části Revúcké vrchoviny přibližně 21 km severně od okresního města. Žije zde 279 obyvatel.
První písemná zmínka o obci pochází z roku 1393. V letech 1948 až 1990 se obec jmenovala Dobročská Lehota. V katastru obce na Pohanském hradě je hradiště Kyjatické kultury z pozdní doby bronzové. V centru obce se nachází zvonice, lidová zděná stavba na půdorysu čtverce.